# Slipstream (video)

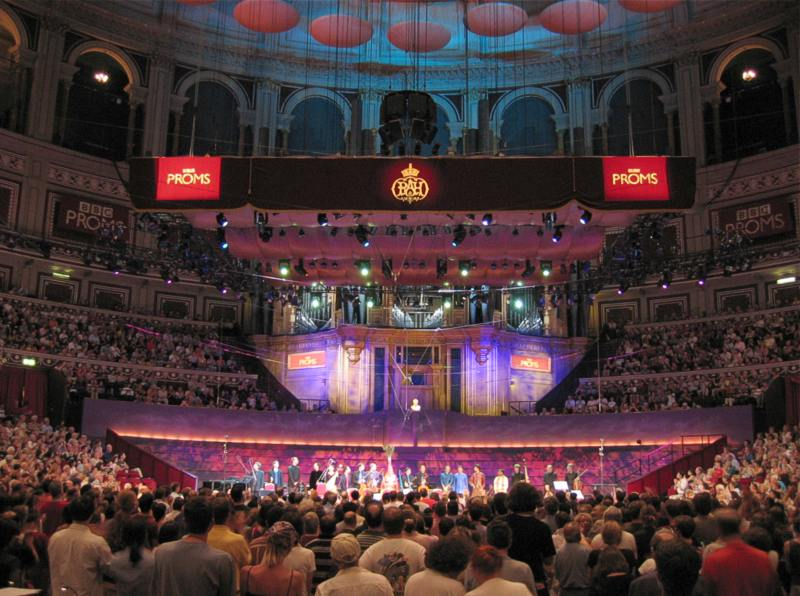
Interior del Royal Albert Hall.

Slipstream fue un vídeo de larga duración publicado en 1981 por el grupo de rock progresivo Jethro Tull, grabado durante las actuaciones promocionales del álbum A en el año anterior.
La grabación alterna una interpretación en directo de este álbum, en el Royal Albert Hall, de Londres, con vídeos de canciones del pasado.
Originalmente fue editado en VHS y laser disc y volvió a reeditarse en formato DVD en 2003. Fue incluido como bonus DVD en la reedición digital de A en 2004.
Es la única publicación oficial de la banda en DVD.
Durante la grabación en el Royal Albert Hall, se permitió que Eddie Jobson utilizase el órgano de tubos del teatro, pero con la condición de que no pulsase determinadas teclas, pues las vibraciones del mismo podían poner en peligro la estructura de la cúpula.

## Intérpretes
- Ian Anderson: flauta y voces.
- Martin Barre: guitarra eléctrica.
- Mark Craney: batería.
- Dave Pegg: bajo.
- Eddie Jobson: teclados y violín eléctrico.

## Lista de temas
- "Introduction" - 3:27.
- "Black Sunday" - 6:23.
- "Dun Ringill" - 2:37 (vídeo).
- "Flyingdale Flyer" - 4:03 (vídeo).
- "Songs from the Wood" - 3:35.
- "Heavy Horses" - 7:25.
- "Sweet Dream" - 4:04 (vídeo).
- "Too Old to Rock 'n' Roll: Too Young to Die!" - 5:37 (vídeo).
- "Skating Away on the Thin Ice of the New Day" - 3:36.
- "Aqualung" - 8:57.
- "Locomotive Breath" - 6:25.
- Credits - 1:05.

## Vídeos incluidos
- "Dun Ringill"

Vídeo inspirado por la portada del disco Stormwatch, grabado en una bahía cerca de Dover.
- "Sweet Dream"

Contiene el antiguo vídeo que los Jethro Tull realizaron de esta canción, al que se le han añadido nuevas escenas. Es un homenaje a las antiguas películas de terror. El mendigo Aqualung (interpretado por Ian Anderson) es perseguido por un vampiro y por unos globos rosas gigantes (parecidos a los empleados en las actuaciones en directo de Jethro Tull). Mientras tanto, una bailarina danza (semejante a la de A Passion Play), una tarántula gigante lanza rayos mortales y una película comienza a proyectarse. Afortunadamente, una monja proporciona a Aqualung todo el equipo necesario para vencer al vampiro.
- "Too Old to Rock 'n' Roll: Too Young to Die!"

El vídeo presenta a los Jethro Tull, caracterizados de ancianos (como en la portada de This Was), y una gigantesca máquina de pinball, en una imitación de la escena de la fiesta del té en Alicia en el país de la Maravillas.
- "Fyingdale Flyer"

La banda se encuentra en una torre de control cuando observan un desastre que se percibe como inevitable. La portada de A está tomada de este vídeo (V. RAF Fylingdales para más aclaración).